# 誓言分手
《誓言分手》（英語：The Power of Good-Bye）是美國女歌手瑪丹娜1998年9月份發行的歌曲，為她第七張錄音室專輯《光芒萬丈》（英語：Ray Of Light）中所發行的第四首單曲，〈誓言分手〉在美國單曲榜最高成績為第11名。

## 內容

### 歌曲簡介
〈誓言分手〉是瑪丹娜和製作人瑞克諾威爾斯（Rick Nowels）攜手合寫的分手情歌，歌曲主題是"放手"，據傳這首歌曲是根據瑪丹娜多年前與西恩·潘（Sean Penn）的分手經歷有感而發的情傷之歌，她在遼闊的弦樂與電子音樂所烘托的感傷情境中，落寞地傾訴這段刺痛的往事。〈誓言分手〉的音樂影片，也表達了相同的意念，瑪丹娜獨自幽怨徘徊海灘，加上畫面經水波紋處理，使鏡頭裡的她更顯溫柔悽美。

### 商業成績
〈誓言分手〉在1998年10月17日進入美國單曲榜，首週成績為第24名，當時她在榜內歌曲尚有第49名的〈Ray Of Light〉，一個月後〈誓言分手〉上升至第11名，但僅在1998年11月28待了一週第11名之後名次始往下滑，〈誓言分手〉在榜內共停留了19週之久。
〈誓言分手〉在英國則是連同〈Little Star〉以雙單曲發行，1998年12月5日在英國單曲榜獲得第6名的成績。
1999年的MTV音樂錄影帶大獎（VMA）瑪丹娜受邀演出，現場表演〈誓言分手〉。

### 單曲收錄
〈誓言分手〉最早收錄瑪丹娜1998年專輯《光芒萬丈》（英語：Ray of Light）當中，另外亦收錄於瑪丹娜2001年發行的《就是娜精選輯》（英語：GHV2）。